# أندريا باركر
أندريا باركر (بالإنجليزية: Andrea Parker) مواليد 8 مارس 1970 في مقاطعة مونتيري، الولايات المتحدة، هي ممثلة أمريكية بدأت مسيرتها الفنية عام 1988.

## وصلات خارجية
- أندريا باركر على موقع IMDb (الإنجليزية)
- أندريا باركر على موقع روتن توميتوز (الإنجليزية)
- أندريا باركر على موقع ألو سيني (الفرنسية)
- أندريا باركر على موقع أول موفي (الإنجليزية)
- أندريا باركر على موقع قاعدة بيانات الأفلام السويدية (السويدية)
- أندريا باركر على موقع إن إن دي بي (الإنجليزية)
- أندريا باركر على موقع قاعدة بيانات الفيلم (الإنجليزية)
- أندريا باركر على موقع كينوبويسك (الروسية)